# Louis Byers
Louis Byers (ur. 12 listopada 1976) – były guamski piłkarz występujący na pozycji obrońcy,  reprezentant Guamu.
Podczas eliminacji do Mistrzostw Świata w 2002 roku, Byers reprezentował Guam w dwóch meczach; w pierwszym pojedynku, Guam przegrał z reprezentacją Iranu 0–19, natomiast w spotkaniu rewanżowym, reprezentacja ta ponownie przegrała, tym razem 0–16. Jak się później okazało, było to jedyna większa impreza, w której Byers miał okazję reprezentować barwy narodowe.